# Przestrzeń T4
Przestrzeń normalna i przestrzeń T4 to terminy w topologii opisujące tę samą lub bardzo pokrewne własności oddzielania.
Mówi się, że w przestrzeni topologicznej {\displaystyle X} rozłączne zbiory domknięte mogą być oddzielane przez zbiory otwarte jeśli dla każdych rozłącznych zbiorów domkniętych {\displaystyle E,F\subseteq X} można znaleźć takie rozłączne zbiory otwarte {\displaystyle U,V\subseteq X} że
{\displaystyle E\subseteq U} i {\displaystyle F\subseteq V.}

Zbiory domknięte i przedstawione jako zaczernione obszary są rozdzielone przez ich odpowiednie otoczenia otwarte i przedstawione tutaj jako większe okręgi

Czasami w sytuacji jak przedstawiona na rysunku powyżej mówi się, że zbiory domknięte {\displaystyle E,F} są rozdzielone przez otoczenia otwarte {\displaystyle U,V.}
Przestrzeń topologiczna {\displaystyle X} jest przestrzenią normalną (albo {\displaystyle T_{4}}) wtedy i tylko wtedy, gdy {\displaystyle X} jest przestrzenią T1 w której rozłączne zbiory domknięte mogą być oddzielane przez zbiory otwarte.

## Dyskusja nazewnictwa
Istnieją pewne niekonsekwencje w użyciu terminów przestrzeń normalna i przestrzeń T4 w literaturze. Na przykład Kuratowski w swojej monografii definiuje
- przestrzeń normalną jako przestrzeń topologiczną w której rozłączne zbiory domknięte mogą być oddzielane przez zbiory otwarte i nie wprowadza on pojęcia przestrzeni T4.

Z drugiej strony Engelking definiuje
- bycie przestrzenią normalną i bycie przestrzenią T4 jako tę samą własność (pokrywającą się z naszym znaczeniem przestrzeni normalnej).

Z powodu tych i podobnych rozbieżności, czytelnik literatury topologicznej powinien zawsze upewnić się co do znaczenia terminów stosowanych w danym artykule czy też książce. Wydaje się jednak że terminologia stosowana przez Engelkinga jest najbardziej popularna i my także będziemy się jej trzymać.

## Przykłady
- Następujące przestrzenie topologiczne są przestrzeniami normalnymi: przestrzeń liczb rzeczywistych z naturalną topologią, przestrzenie euklidesowe i ogólniej przestrzenie metryczne.
- Każda zwarta przestrzeń Hausdorffa jest normalna.
- Każda regularna przestrzeń Lindelöfa jest normalna.
- Płaszczyzna Niemyckiego jest przykładem przestrzeni Tichonowa, która nie jest normalna.
- Jeśli CH jest prawdziwa i {\displaystyle p\in \beta {\mathbb {N} }\setminus {\mathbb {N} },} to

{\displaystyle (\beta {\mathbb {N} }\setminus {\mathbb {N} })\setminus \{p\}}
nie jest przestrzenią normalną (ale jest całkowicie regularna). W tym przykładzie {\displaystyle \beta {\mathbb {N} }} jest uzwarceniem Čecha-Stone’a dyskretnej przestrzeni {\displaystyle \mathbb {N} } liczb naturalnych.

## Własności
- Każda przestrzeń normalna jest przestrzenią Tichonowa. Zachodzi nawet mocniejszy lemat Urysohna:

Jeśli {\displaystyle X} jest przestrzenią normalną i {\displaystyle E,F\subseteq X} są jej rozłącznymi podzbiorami domkniętymi, to istnieje taka funkcja ciągła
{\displaystyle F:X\longrightarrow [0,1]}
że {\displaystyle f(x)=0} dla {\displaystyle x\in E} oraz {\displaystyle f(x)=1} dla {\displaystyle x\in F.}
- Zachodzi również następujące twierdzenie Tietzego-Urysohna:

Jeśli {\displaystyle X} jest przestrzenią normalną, {\displaystyle F\subseteq X} jest jej podzbiorem domkniętym i
{\displaystyle f:F\longrightarrow {\mathbb {R} }}
jest funkcją ciągłą, to istnieje funkcja ciągła
{\displaystyle g:X\longrightarrow {\mathbb {R} }}
przedłużająca {\displaystyle f} (tzn. {\displaystyle g(x)=f(x)} dla wszystkich {\displaystyle x\in F}).
- Żadna ośrodkowa przestrzeń normalna nie zawiera domkniętej dyskretnej podprzestrzeni mocy continuum.
- Domknięte podprzestrzenie przestrzeni normalnej są normalne. Obraz przestrzeni normalnej przez (ciągłe) odwzorowanie domknięte jest przestrzenią normalną.
- Podprzestrzeń przestrzeni normalnej nie musi być normalna (czyli własność być przestrzenią normalną nie jest własnością dziedziczną). Także iloczyn kartezjański (z topologią Tichonowa) przestrzeni {\displaystyle T_{4}} nie musi być przestrzenią {\displaystyle T_{4}.}
- Twierdzenie Borsuka o przedłużaniu homotopii.

### Produkty przestrzeni normalnych
Prosta Sorgenfreya {\displaystyle X} jest przestrzenią normalną, ale jej kwadrat {\displaystyle X\times X} nie jest normalny. A.H. Stone udowodnił, że iloczyn kartezjański nieprzeliczalnie wielu niezwartych przestrzeni metrycznych nie jest przestrzenią normalną. Założenia metryczności nie można pominąć, gdyż produkt {\displaystyle {\omega _{2}}^{\omega _{1}}} jest przestrzenią normalną.